# 미제스 연구소

로고

루트비히 폰 미제스 오스트리아 학파 경제학 연구소(영어: Ludwig von Mises Institute for Austrian Economics) 또는 간단히 미제스 연구소(영어: Mises Institute)는 미국 앨라배마주 오번에 본부를 둔 비영리 싱크탱크로, 오스트리아 학파 경제학을 연구하며 미국의 우파 자유지상주의 및 아나코-자본주의 운동의 중심지 역할을 하고 있다. 경제학자 루트비히 폰 미제스(1881–1973)의 이름을 땄으며 그의 방식을 따른 경제학을 촉진하는 데 목표가 있다. 1982년 공화당 소속 정치인 론 폴의 수석 보좌관이던 루 록웰(Lew Rockwell)에 의해 창립되었으며, 초기에 경제학자 프리드리히 하이에크, 작가 헨리 해즐릿(Henry Hazlitt), 경제학자 머리 로스바드 등의 지지를 받았다.

## 같이 보기
- 자유당 (미국)
- 고자유지상주의